# Ишкиново
Ишки́ново (баш. Ишкен) — деревня в Учалинском районе Республики Башкортостан Российской Федерации. Входит в состав Уральского сельсовета.

## География

### Географическое положение
Расстояние до:
- районного центра (Учалы): 42 км,
- центра сельсовета (Уральск): 6 км,
- ближайшей железнодорожной станции (Учалы): 49 км.

## Население
| 2002 | 2009 | 2010 |
| ---- | ---- | ---- |
| 235  | ↘209 | ↘186 |

### Национальный состав
Согласно переписи 2002 года, преобладающая национальность — башкиры (99 %).

## Улицы
- пер. Лесной,
- ул. Муртазина,
- ул. Подгорная,
- ул. Центральная,
- ул. Школьная.